# Zilly
Zilly is een plaats en voormalige gemeente in de Duitse deelstaat Saksen-Anhalt, en maakt deel uit van de Landkreis Harz.
Zilly telt 1.044 inwoners.